# Bactericera femoralis
Bactericera femoralis är en insektsart som först beskrevs av W. Foerster 1848.  Bactericera femoralis ingår i släktet Bactericera och familjen spetsbladloppor. Arten är reproducerande i Sverige. Inga underarter finns listade i Catalogue of Life.